# Hôtel du comte de Saint-Maur
L'hôtel du comte de Saint-Maur est un hôtel particulier richement orné, situé à Castres, dans le Tarn, en région Occitanie (France).

## Description

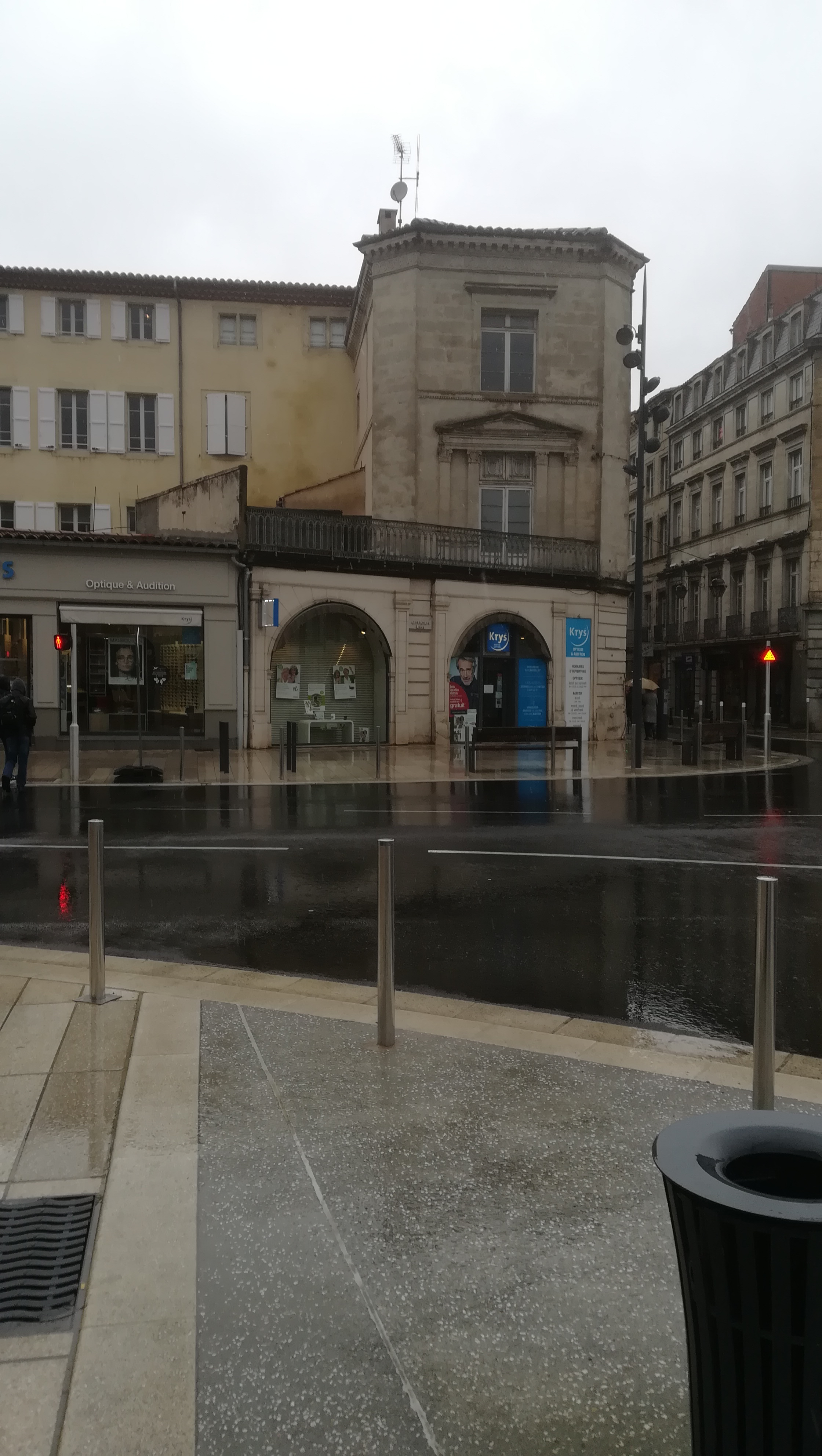
Vue depuis l'Avenue Charles de Gaulle

Construit en 1805 par le comte François Prudhomme de Saint-Maur, cet hôtel particulier est de style Empire. L'ensemble de la façade est très ouvragée, de fenêtres à colonnes et chapiteaux, architrave et fronton, aux corniches couronnées de cimaises avec modillons. Le rez-de-chaussée présente des baies cintrées avec des blasons, en alternance avec des baies rectangulaires. À l'étage, une terrasse ceinte d'une cimaise à denticules prolonge le bâtiment.
Le 9 février 1846, Arthur Batut, créateur de la photographie aérienne automatique par cerf-volant (photo cervolisme) nait dans cet immeuble.
L'hôtel du comte de Saint-Maur est inscrit au titre de monument historique sous le nom "d'immeuble" par arrêté du 28 novembre 1960.